# Püthói játékok

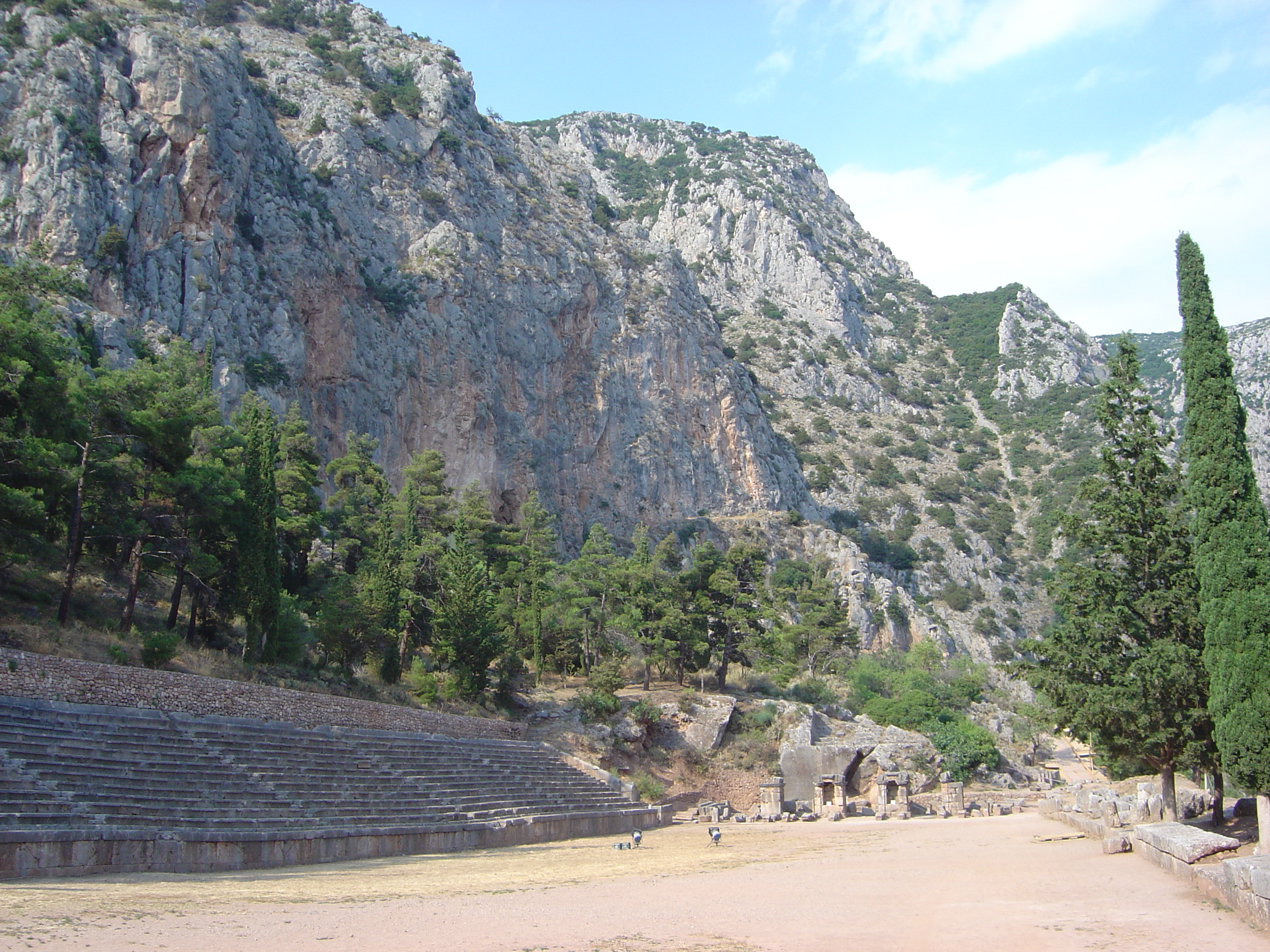
A delphoi szentély stadionja, ahol a püthói játékokat tartották. A bal oldali lépcsőket a római időkben építették.

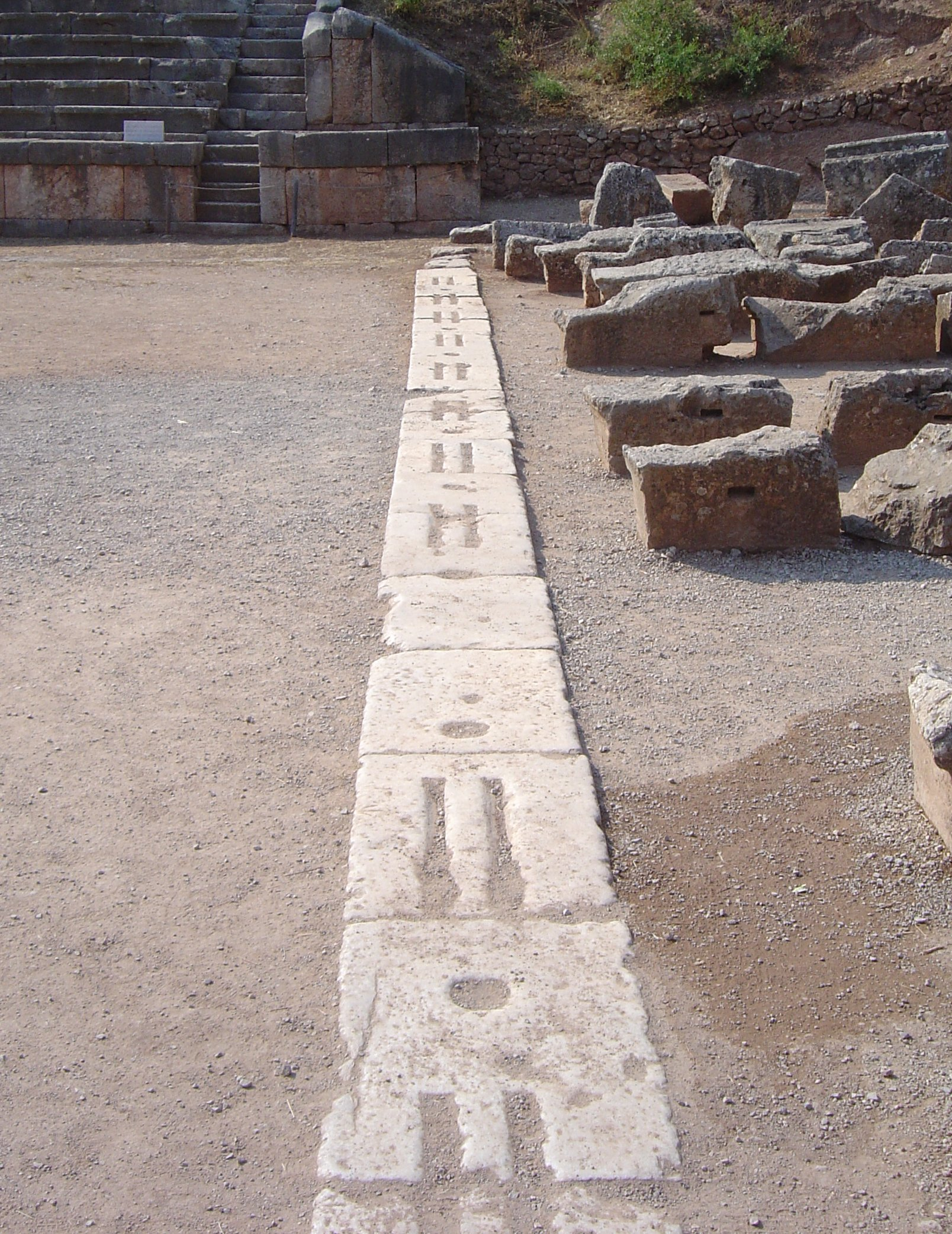
A delphoi stadion kezdővonala, ami reprezentálja a hasonló kezdővonalakat Görögország szerte. A kettős vonalra támasztották az ujjaikat az atléták, a lyukakba pedig az indítószerkezet karóit helyezték.

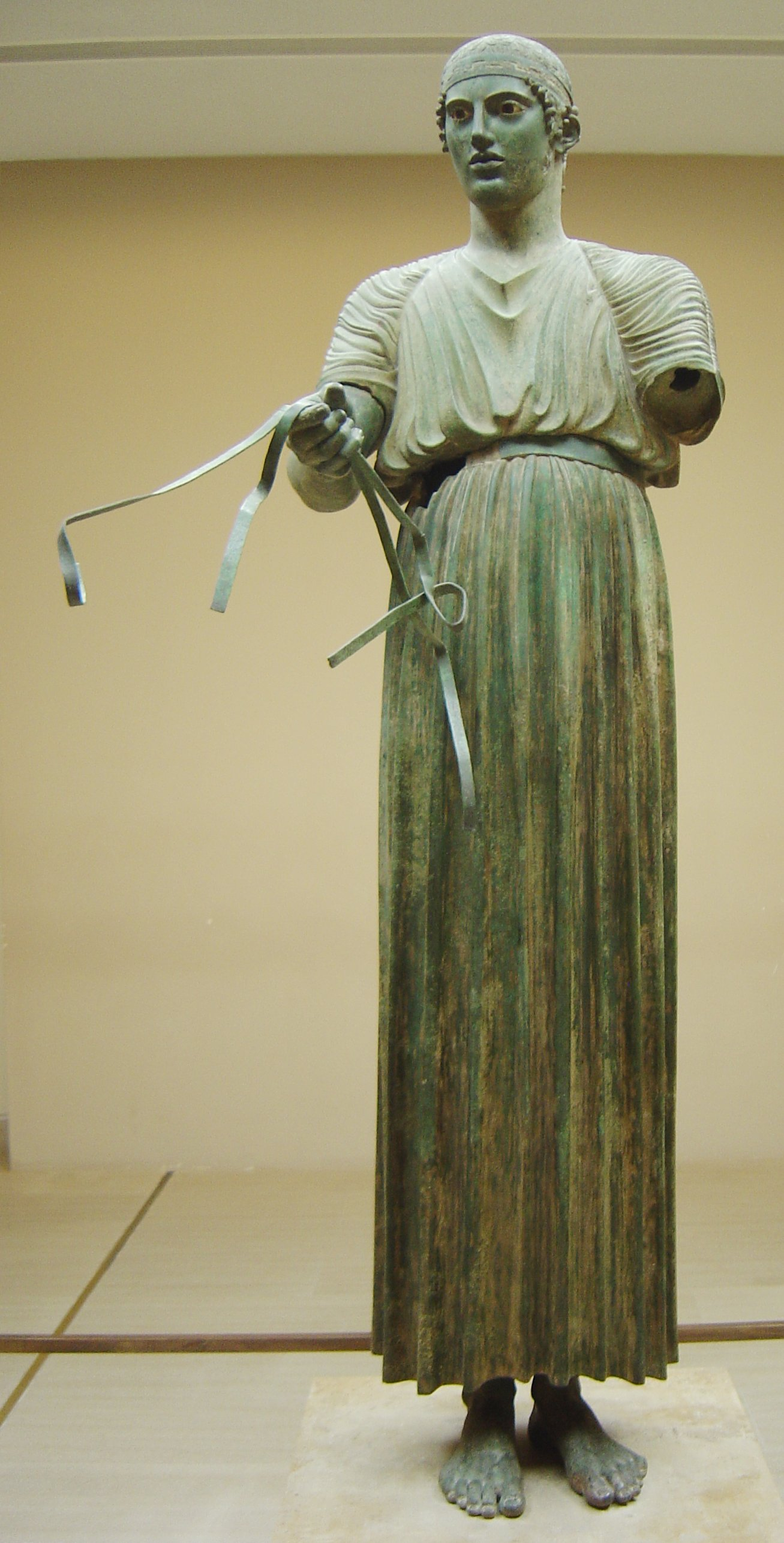
A püthói játékokon kocsiversenyek is voltak.

A püthói játékok, néha delphoi játékok néven az antik görögországi Phókisz Püthó nevű táján  fekvő Delphoiban tartott rendezvény, a pánhellén játékok egyike. Négyévente rendezték Apollón szentélye közelében, Apollón tiszteletére, aki ezen a helyen győzte le Püthónt.
A püthói játékokat két évvel az olümpiai játékok előtt és után tartották, azaz az olümpiai ciklus harmadik évében. Valamikor az i. e. 6. században alapították őket a delphoi amphiktüonia első szent háborújának győzelmes befejezése (i. e. 582) emlékére. Az olümpiai játékoktól eltérően zenei és költészeti versenyeket is tartottak az atlétikai versenyek előtt. A mítosz szerint a játékokat Apollón alapította, miután megölte Püthónt és felállította a delphoi jósdát. Az atlétikai versenyszámok ugyanazok voltak, mint Olümpiában. A négylovas kocsiversenyeket a tengerhez közeli hippodromban tartották, ahol az eredeti stadion volt.
A győztesek nemesbabér-koszorút kaptak jutalmul a thesszáliai Tempétől.